# Symphlebia primulina
Symphlebia primulina är en fjärilsart som beskrevs av Paul Dognin 1914. Symphlebia primulina ingår i släktet Symphlebia och familjen björnspinnare. Inga underarter finns listade i Catalogue of Life.